# Robert Kazinsky
Robert John Appleby, beter bekend als Robert Kazinsky (Haywards Heath, 18 november 1983) is een Brits acteur en model. 
Kazinsky werd geboren in Haywards Heath en groeide op in Brighton. Kazinsky is Joods en zijn ouders stammen af van immigranten uit Polen en Rusland. Hij spreekt ook vloeiend Hebreeuws. Kazinsky volgde van 1995 tot 2000 onderwijs aan de Hove Park School in Hove en daarna een opleiding als acteur aan de Guildford School of Acting in Guildford van september 2002 tot juli 2005. Hij nam de tweede naam van zijn grootvader als zijn artiestennaam. Kazinsky is vooral bekend als Sean Slater in de Britse televisieserie EastEnders, waarmee hij in 2009 een British Soap Award ontving voor beste acteur.

## Filmografie

### Film
| Jaar | Titel             | Role              | Opmerkingen                                         |
| ---- | ----------------- | ----------------- | --------------------------------------------------- |
| 2009 | Love              | Mikey             | Korte film                                          |
| 2009 | Cowboy            | Mark              | Korte film                                          |
| 2012 | Red Tails         | Chester Barnes    |                                                     |
| 2013 | Pacific Rim       | Chuck Hansen      |                                                     |
| 2015 | Hot Pursuit       | Randy             |                                                     |
| 2015 | Siren             | Guy               |                                                     |
| 2016 | Warcraft          | Orgrim Doomhammer |                                                     |
| 2018 | Spivak            | Chuck             |                                                     |
| 2018 | Mute              | Rob               |                                                     |
| 2019 | For Love or Money | Mark              | Originele titel: The Revenger: An Unromantic Comedy |
| 2019 | Captain Marvel    | Biker (The Don)   |                                                     |
| 2019 | The Assent        | Joel              |                                                     |

### Televisie
| Jaar            | Titel                    | Rol                                                     | Opmerkingen                             |
| --------------- | ------------------------ | ------------------------------------------------------- | --------------------------------------- |
| 2005            | The Basil Brush Show     | Sven Garley                                             | Aflevering: "Basil's Brush with Fame"   |
| 2005–2006       | Dream Team               | Casper Rose                                             | 30 afleveringen                         |
| 2006–2009, 2019 | EastEnders               | Sean Slater                                             | 261 afleveringen                        |
| 2010            | Law & Order: Los Angeles | Ronnie Powell                                           | Aflevering: "Sylmar"                    |
| 2010            | Brothers and Sisters     | Dr Rick Appleton                                        | 2 afleveringen                          |
| 2013            | Robot Chicken            | George Jetson                                           | Stem Aflevering: "Robot Fight Accident" |
| 2013            | True Blood               | Macklyn Warlow                                          | 9 afleveringen                          |
| 2016            | Second Chance            | Jimmy Pritchard (nieuw leven ingeblazen jongere versie) | 11 afleveringen                         |

### Computerspel
| Jaar | Titel                  | Rol    | Opmerkingen |
| ---- | ---------------------- | ------ | ----------- |
| 2017 | Mass Effect: Andromeda | Archon | Stem        |

- Biblioteca Nacional de España: XX6007497
- International Standard Name Identifier: 0000 0001 3382 2543
- Library of Congress Control Number: no2013132320
- Nationale Bibliotheek van Tsjechië: xx0217050
- Nederlandse Thesaurus van Auteursnamen: 433444304
- Virtual International Authority File: 305857166
- WorldCat: E39PBJxxkTdQY66tjQ9gx9vmBP